# Batallón de Ingenieros de Combate 141 (centro clandestino de detención)
El Cuartel del Batallón de Ingenieros de Combate 141 albergó un centro clandestino de detención (CCD), donde permanecieron secuestrados, torturados y desaparecieron un número aún no precisado de ciudadanos víctimas del accionar represivo de la última dictadura cívico militar de Argentina.

## Breve reseña
Está ubicado en la avenida Roca s/n, de Santiago del Estero, donde actualmente funciona el Destacamento Móvil N.º 5 de Gendarmería Nacional. En esa provincia, existieron una decena de CCD, seis de ellos dependientes de la Policía provincial, que antes y después de la dictadura comandó el represor condenado por delitos de lesa humanidad, Musa Azar Curi. También el Batallón de Ingenieros de Construcciones 141 (B Ing Const 141), de activa participación en el Operativo Independencia y en toda la actividad represiva en Santiago del Estero desde el año 1975.  Santiago del Estero no estuvo exento de la persecución, los secuestros y la muerte al igual que en todas las provincias del país: unos 150 jóvenes fueron detenidos o desaparecidos allí.El primer interventor militar de la dictadura en Santiago del Estero fue Daniel Virgilio Correa Aldana. En 1976 era jefe del Batallón de Ingenieros de Combate 141 en Santiago del Estero y tenía el grado de coronel.

## Justicia
En el año 2016 se puso en marcha el primer juicio por delitos de lesa humanidad en Santiago del Estero, en el marco de la Megacausa III, donde se investiga la participación civil en el último golpe de Estado y el rol de la Justicia, ya que en la causa hay dos exfuncionarios de la Justicia Federal, Arturo Liendo Roca y Santiago Olmedo de Arzuaga, que están procesados por los delitos de secuestros y torturas contra 11 de las 34 víctimas que integran el expediente. Junto a ellos hay otros 12 acusados, entre expolicías y exmilitares. Todos están siendo juzgados por crímenes cometidos entre 1975 y 1979.

El exjuez federal Arturo Liendo Roca y el ex segundo jefe del Batallón de Ingenieros de Combate 141, Cayetano Fiorini, fallecieron en septiembre de 2016.
En febrero de 2017 procesaron con prisión preventiva al ex cabo Carlos Alfredo Pithod, un exintegrante del grupo de tareas liderado por Musa Azar, acusado de haber participado en noviembre de 1975 del secuestro de Ana María Mrad de Medina, quien permanece desaparecida.

### Víctimas
La justicia investiga la desaparición de Armando Archetti, Mirta Azucena Castillo, el soldado Hugo Concha, Santiago Augusto Díaz, Daniel Enrique Dichiara, Mario Alejandro Giribaldi, Julio César Salomón y el banquero Ricardo Abdala Auad.

### El cura Marozzi
El ex capellán del Ejército Carlos Luis Marozzi fue denunciado como uno de los responsables de maltrato en el Batallón Ingenieros de Combate N°141. Luego de numerosas trabas judiciales, el ex capellán fue procesado por haberse probado su participación en la imposición de tormentos.
Luego de siete años de trabajo con los manuscritos de sus diarios, los investigadores Ariel Lede y Lucas Bilbao publicaron “Profeta del Genocidio”, que compila los diarios de Victorio Manuel Bonamín entre 1975 y 1976, siendo el primer documento que demuestra la participación de la Iglesia como institución en el genocidio argentino. En el libro se describen las acciones del cura Marozzi en relación con las mujeres detenidas. Marozzi falleció el 10 de julio de 2016, en la ciudad de Selva, Santiago del Estero.

### Conscriptos desaparecidos
- José Luis D’Andrea Mohr, fue un capitán del Ejército Argentino, autor del libro El Escuadrón Perdido, donde detalla la historia de 129 soldados que fueron secuestrados y desaparecidos mientras prestaban servicio militar durante la última dictadura militar en Argentina, entre ellos, Hugo Milscíades Concha López.[10]
- En septiembre de 2014, el TOF de Tucumán dispuso condenar a D'Amico, entonces responsable de la unidad, por los delitos de privación ilegal de la libertad, tormentos y homicidio, en perjuicio de Germán Cantos López, secuestrado el 3 de septiembre de 1976 mientras cumplía en servicio militar obligatorio en el Batallón Ingenieros de Combate 141 de Santiago del Estero.[11][12]

## Señalización
El 1 de noviembre de 2010 fue señalizado como sitio de memoria, el predio donde funcionó el CCD del Batallón de Ingenieros de Combate 141 de Santiago del Estero en el marco del inicio del primer juicio oral y público por delitos de lesa humanidad que tienen lugar en esa provincia desde el 14 de ese mes. La instalación de la estructura de tres pilares que representan la Memoria, la Verdad y la Justicia y que señalan en la esquina de mayor visibilidad de la ex unidad militar, que en ese lugar funcionó un CCD,  es la misma que ya se instaló en los ex centros de Campo de Mayo, "La Cueva" y Base Naval (Mar del Plata), Monte Peloni (Olavarría-Buenos Aires); "La Perla", Córdoba; Batallón de Arsenales 5 "Miguel de Azcuénaga" y "La Jefatura", Tucumán; en el Aeropuerto Viejo de Trelew, Chubut; y en el cenotafio "Monumento a los Huelguistas del `21" del Estancia Anita, Santa Cruz, en homenaje a los peones rurales fusilados en 1921.